# Якубовський Владислав Болеславович
Владислав Болеславович Якубовський (30 жовтня 1978 , Хмельницький ) — ексголова ДП «Держекоінвест», чиновник при президенті Януковичу. Один із керівників групи «Трейд Коммодіті» і «Мезон-К», які неодноразово звинувачувалися в участі в корупційних схемах. З 15 листопада 2022 року — віцепрезидент Федерації велоспорту України.
Бізнес-партнер підозрюваних у державній зраді Віктора Медведчука та нардепа від ОПЗЖ Олександра Пономарьова. Член НОК України.

## Біографія
Народився 30 жовтня 1978 року в Хмельницькому. 2000 року працював у компанії «Галичина Енерго» в Івано-Франківську. З 2001 по 2008 рік працював у компаніях «Астра-Інвест» та «Астра-Трейд».
2008 року працював радником голови Хмельницької ОДА. У 2010 році був заступником голови Держкомрезерву та головою комісії з реорганізації цієї структури. З грудня 2011 року по квітень 2013-го був головою ДП «Держекоінвест».

## Розслідування

### Звинувачення у розкраданнях у рамках «Кіотського протоколу»
2011 року Якубовський став головою Держекоінвесту, створеного для реалізації Кіотського протоколу та освоєння інвестицій у боротьбу з викидами парникових газів. За рік стало відомо, що програма майже не виконується, а її реалізацією мали займатися компанії-прокладки, гроші на які виділяв Держекоінвест під керівництвом Якубовського. Згідно з розслідуванням Української правди, всі три компанії так чи інакше були пов'язані з Юрою «Єнакієвським».
У серпні 2012 року Якубовський скаржився у листі до тодішнього прем'єр-міністра Миколи Азарова, що лише РФ та Білорусь із списку країн Кіотського протоколу підтримують надання допомоги Україні без скорочення викидів[первинне джерело]. У листопаді 2012 делегація під головуванням Якубовського заявила на конференції ООН, що Україна планує збільшити викиди вуглецю. Після звільнення з посади та Революції гідності, освоєнням грошей Кіотського протоколу займався колишній член Партії регіонів Володимир Бандуров, помічником якого був Якубовський.

### Звинувачення у поставках неякісних продуктів для ЗСУ
З листопада 2008 до вересня 2009 Якубовський був заступником директора компанії «Мезон-К». 2009 року ця компанія фігурувала у розслідуванні щодо можливого розкрадання на закупівлі харчів для армії. За даними видання «Українська правда», компанія поставляла до ЗСУ продукти за вдвічі вищою за ринкову ціною, а 28,7 млн з 36 млн грн витрат не булм підтверджені документами.
2010 року видання «Дзеркало тижня» дослідило роботу «Мезон-К», дійшовши висновку, що вона супроводжувалася численними порушеннями законів. Представники компанії подали до суду проти видання, але програли його.